# Aviation Safety Network
Aviation Safety Network (ASN, englisch für Flugsicherheits-Netzwerk) ist eine Website, auf der Zwischenfälle im Bereich der zivilen, militärischen und allgemeinen Luftfahrt gesammelt und dort kostenlos abgerufen werden können. Anfang 2015 befanden sich in der Datenbank etwa 15.800 Unfälle, Entführungen und kleinere Zwischenfälle. Anfang 2019 hat die Zahl der gelisteten Ereignisse mehr als 20.000 erreicht. Die Website hat keinen offiziellen Status, sondern wird privat und unabhängig betrieben; sie wird wöchentlich von etwa 50.000 Personen besucht. 

## Geschichte
Aviation Safety Network wurde 1996 durch den Niederländer Harro Ranter als Aviation Safety Web Pages gegründet und ging im Januar desselben Jahres online. Harro Ranter publizierte bereits 1985 ein Buch in den Niederlanden, das 1000 Zwischenfälle im Bereich Luftfahrt beinhaltete. 
Im Jahr 1999 erfolgte die Umbenennung in Aviation Safety Network. Seither wird das Network es als Gemeinschaftsprojekt etlicher Redakteure und zahlreicher anderer Personen betrieben, die Daten beitragen.
Die Hauptdatenbank enthält Zwischenfälle von:
- Verkehrsflugzeugen (ab 12 Passagiersitzen)
- strahlgetriebenen Geschäftsreiseflugzeugen
- anderen größeren Geschäftsreiseflugzeugen
- militärischen Transportflugzeugen.

Aviation Safety Network finanziert sich unter anderem durch Spenden. Werbeflächen wurden bisher nicht verkauft.

## ASN Aviation Safety WikiBase
Während die Datenbank des Aviation Safety Network nur von den dortigen Redakteuren bearbeitet werden kann, steht mit der ASN Aviation Safety WikiBase auch anderen Bearbeitern eine Datenbank für Unfälle etc. zur Verfügung. 
Im Gegensatz zum Inhalt der Hauptdatenbank (siehe oben) beinhaltet die WikiBase nur andere Luftfahrzeuggruppen. Dabei handelt es sich um 
- sonstige Motorflugzeuge wie Leichtflugzeuge, Sportflugzeuge, Schulflugzeuge und kleinere Geschäftsreiseflugzeuge
- andere Militärflugzeuge wie Kampfflugzeuge, Aufklärungsflugzeuge, Verbindungsflugzeuge und militärische Schulflugzeuge
- Freiballone und Fesselballone
- Segelflugzeuge
- Motorsegler
- Drehflügler wie Hubschrauber, Tragschrauber und Flugschrauber
- Ultraleichtflugzeug
- Unbemannte Luftfahrzeuge („Drohnen“)
- Luftschiffe.

Diese Bearbeitungen werden jedoch vom Team des ASN überprüft und müssen von diesem in jedem Einzelfall freigeschaltet werden, um Missbrauch vorzubeugen. Die Bestätigung einer Freischaltung erfolgt per E-Mail an den Bearbeiter. ASN und die Flight Safety Foundation lehnen dennoch eine Verantwortlichkeit für diese Inhalte ab.